# Arno Arts (voetballer)
Arnoldus ("Arno") Johannes Theodorus Arts (Groesbeek, 26 juni 1969) is een voormalig Nederlands voetballer.

## Loopbaan
Arts speelde als middenvelder het grootste deel van zijn carrière bij N.E.C. en Willem II. Bij Willem II was hij lange tijd aanvoerder. In Zwitserland speelde hij bij FC Luzern waarmee hij de Zwitserse voetbalbeker won.
Na nog een seizoen bij hoofdklasser Achilles '29 uit Groesbeek gespeeld te hebben, speelde hij in een lager elftal van SV Milsbeek.
Hij was vanaf 2008 vijf jaar trainer in de Voetbal Academie N.E.C./FC Oss (vier jaar A1, 1 jaar B1). Vanaf het seizoen 2015/2016 werd Arts trainer van zondagtopklasser JVC Cuijk. Hij tekende in december 2014 een contract voor twee seizoenen. Daarnaast werd hij techniektrainer bij Willem II. Bij JVC Cuijk werd hij op 23 februari 2016 ontslagen en ook zijn dienstverband bij Willem II liep in de zomer van 2016 af. Half februari 2018 werd hij tot het einde van het seizoen 2017/18 aangesteld als hoofdtrainer van Achilles '29 waarmee hij uit de Tweede divisie degradeerde. In september 2018 voerde Arts een rechtszaak tegen Achilles '29 waarin het doorlopen van zijn contract als hoofdtrainer wilde afdwingen. Op 28 september werd Arts hierin door de rechtbank in het gelijk gesteld. Vanaf het seizoen 2019/20 trainde Arts zowel SV DFS als Jong Willem II. In het seizoen 2020/21 was hij trainer van VV Rood Wit uit Breedeweg. In oktober 2021 verscheen zijn biografie Linkspoot, van 't Vilje tot Champions League.

## Profstatistieken
| Seizoen | Club               | Competitie     | Wed. | Goals |
| ------- | ------------------ | -------------- | ---- | ----- |
| 1986/87 | N.E.C.             | Eerste divisie | 34   | 6     |
| 1987/88 | N.E.C.             | Eerste divisie | 36   | 15    |
| 1988/89 | N.E.C.             | Eerste divisie | 35   | 12    |
| 1989/90 | N.E.C.             | Eredivisie     | 34   | 7     |
| 1990/91 | N.E.C.             | Eredivisie     | 34   | 7     |
| 1991/92 | FC Luzern          | Nationalliga A | 20   | 0     |
| 1992/93 | FC Twente          | Eredivisie     | 34   | 5     |
| 1993/94 | FC Twente          | Eredivisie     | 24   | 2     |
| 1994/95 | Cambuur Leeuwarden | Eerste divisie | 34   | 6     |
| 1995/96 | Cambuur Leeuwarden | Eerste divisie | 33   | 5     |
| 1996/97 | Cambuur Leeuwarden | Eerste divisie | 34   | 13    |
| 1997/98 | Willem II          | Eredivisie     | 34   | 9     |
| 1998/99 | Willem II          | Eredivisie     | 34   | 5     |
| 1999/00 | Willem II          | Eredivisie     | 19   | 5     |
| 1999/00 | → N.E.C.           | Eredivisie     | 11   | 1     |
| 2000/01 | Willem II          | Eredivisie     | 22   | 5     |
| 2001/02 | FC Utrecht         | Eredivisie     | 10   | 0     |
| 2002/03 | FC Utrecht         | Eredivisie     | 16   | 0     |
| 2003/04 | VVV-Venlo          | Eerste divisie | 29   | 3     |
| 2004/05 | VVV-Venlo          | Eerste divisie | 16   | 0     |
| Totaal  | Totaal             | Totaal         | 543  | 106   |